# Suddivisioni della Lituania
Questo articolo tratta la suddivisione amministrativa della Lituania nelle diverse epoche della storia della nazione.
L'attuale divisione amministrativa è stata creata nel 1994 ed è stata modificata nel 2000.
La Lituania è divisa in:
- 10 contee (in lituano: plurale apskritys, singolare apskritis), ognuna chiamata come la propria città principale. Queste "apskritys" non si devono confondere con le apskritys che esistettero nel periodo interbellico.
- le contee sono suddivise in 60 comuni (in lituano: plurale savivaldybės, singolare savivaldybė). Ci sono tre tipi di comune:
  - 43 comuni distrettuali (lituano: rajono savivaldybė), che corrispondono ai distretti che esistevano sotto il dominio sovietico. Prima del 1994 erano conosciuti solo come distretti e nel linguaggio comune vengono chiamati ancora in questo modo. Il termine comune fu aggiunto nel tentativo di lasciarsi alle spalle l'eredità sovietica (i distretti vennero creati come raioni nell'Unione Sovietica);
  - 8 comuni urbani (lituano: miesto savivaldybė). Sono situati intorno alle città più importanti; nella lingua comune sono chiamate solamente città o solo comuni;
  - 9 comuni, stabilite dopo il 1994; non hanno l'aggettivo "distrettuale" associato al nome.
- i comuni consistono di più di 500 Seniūnija.

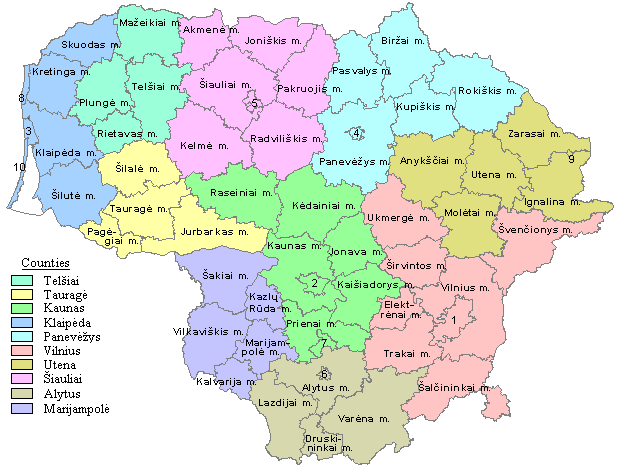
Attuale suddivisione amministrativa della Lituania.

Il governo di ogni comune viene eletto con elezioni democratiche che avvengono ogni quattro anni (nel passato ogni tre). Il sindaco viene eletto dal consiglio comuni, anche se attualmente è in vaglio la proposta di elezione diretta da parte dei cittadini.
Le contee sono governate da apskrities viršininkas (tradotto ufficialmente con "governatore") nominato dal governo centrale di Vilnius. Il loro compito principale è di assicurare che i comuni obbediscano alle leggi e alla Costituzione della Lituania. I governatori non detengono grandi poteri, pertanto si pensa che 10 contee per la Lituania siano troppe (la più piccola comprende infatti solo 4 comuni). C'è la proposta di sostituire le contee con 4 o 5 terre, una nuova unità amministrativa simile alle regioni etnografiche della Lituania e basata sulle cinque maggiori città.

## Il periodo sovietico (1945-1994)
La RSS Lituana era divisa in 4 sritys (singolare: sritis; la traduzione locale dell'"oblast" russo). Ogni sritis comprendeva alcuni distretti:
- Kauno sritis - 23 distretti
- Klaipėdos sritis - 16 distretti
- Šiaulių sritis - 24 distretti
- Vilniaus sritis - 24 distretti

Sia i distretti che i sritys prendevano il nome dalla città principale. Le uniche eccezioni erano:
- Distretto di Smėliai - capoluogo Ukmergė, anche capoluogo del Distretto di Ukmergė
- Distretto di Panemunė - capoluogo Garliava
- Distretto di Klaipėda - capoluogo Gargždai

Inoltre, Šiauliai, Panevėžys, Vilnius, Kaunas, Klaipėda, Naujoji Vilnia e Druskininkai erano città amministrate sritis ("Srities pavaldumo miestai", singolare "Srities pavaldumo miestas").
Questa divisione fu modificata nel 1953, lasciando solo la divisione in distretti senza suddivisione in oblast. I distretti creati successivamente erano più grandi di quelli creati all'inizio dell'occupazione sovietica (c'erano 44 distretti verso la fine dell'occupazione, mentre all'inizio erano 87), perciò i distretti, anche se con lo stesso nome, non devono essere confusi se confrontati in periodi diversi.
La Lituania (e prima la RSS Lituana) era divisa in 44 distretti ("rajonai", singolare "rajonas") e 11 città repubblicane amministrate("Valstybinio pavaldumo miestai", singolare "Valstybinio pavaldumo miestas"), in cui due di queste città erano in realtà l'unione di più città. Dopo il 1994, tutti questi distretti vennero uniti nei comuni dei distretti, alcune delle zone delle città repubblicane amministrate vennero allargate e formarono nuovi comuni e alcune nuovi comuni uscirono dai distretti maggiori per formare comuni urbani.
I distretti erano chiamati come il loro capoluogo, eccetto:
- Distretto di Klaipėda - capoluogo Gargždai
- Distretto di Akmenė - capoluogo Naujoji Akmenė; dapprima il capoluogo era Akmenė ma poi fu spostato.

## Periodo interbellico (1918-1945)
All'inizio, la Lituania consisteva di 20 apskritys. L'Apskritis di Joniškis fu stabilito poco dopo e divenne il 21º. Dopo che la Regione di Klaipėda fu acquisita, fu divisa in 3 apskritys (Apskritis di Klaipėda, Apskritis di Šilutė e Apskritis di Pagėgiai), cosicché la Lituania all'epoca contava 24 apskritys. Gli apskritys furono suddivisi in valsčiai (singolare: valsčius).
È da notare che la Lituania reclamava il possesso di più apskritys, in quanto alcuni di essi erano contesi anche dalla Polonia, così i 24 includevano solo quegli apskritys che almeno in parte erano sotto il controllo lituano. Dopo che la Lituano acquisì il controllo di un quinto della regione di Vilnius, si riprese 2 apskritys (Vilnius e Švenčioniai), ma a quel tempo la Lituania perse la regione di Klaipėda, in modo tale che gli apskritys sotto controllo lituano erano solo 23.
C'erano anche 5 apskritys che non furono mai riconquistati, pertanto, in tutto, nelle terre reclamate dalla Lituania vi erano 31 apskritis, tra i quali 7 erano completamente nella regione di Vilnius o nella regione di Suvalkai, e nella regione di Klaipėda, 2 avevano il capoluogo nella regione di Vilnius (dovettero essere istituite delle capitali temporanee) e pochi altri avevano aree nella regione di Vilnius.
Questo è l'elenco degli apskritis nella Lituania indipendente interbellica (le capitali tra parentesi):
1. Apskritis di Alytus (Alytus) - parte di questo apskritis fu conquistato dalla Polonia come parte della regione di Vilnius; vi furono aggiunti territori nel 1939
2. Apskritis di Ašmena (Ašmena) - questo apskritis era nella regione di Vilnius presa dalla Polonia e mai restituita alla Lituania
3. Apskritis di Augustavas (Augustavas) - questo apskritis era nella regione di Suvalkai, presa dalla Polonia e mai restituita alla Lituania
4. Apskritis di Biržai (Biržai)
5. Apskritis di Gardinas (Gardinas) - questo apskritis era nella regione di Vilnius, presa dalla Polonia e mai restituita alla Lituania
6. Apskritis di Joniškis (Joniškis)
7. Apskritis di Kaunas (Kaunas)
8. Apskritis di Kėdainiai (Kėdainiai)
9. Apskritis di Klaipėda (Klaipėda) - questo apskritis era nella regione di Klaipėda, pertanto fu amministrato dalla Lituania dal 1929 al 1939
10. Apskritis di Kretinga (Kretinga)
11. Apskritis di Lyda (Lyda) - questo apskritis era nella regione di Vilnius, presa dalla Polonia e mai restituita alla Lituania
12. Apskritis di Marijampolė (Marijampolė)
13. Apskritis di Mažeikiai (Mažeikiai)
14. Apskritis di Pagėgiai (Pagėgiai) - questo apskritis era nella regione di Klaipėda, pertanto fu amministrato dalla Lituania dal 1929 al 1939
15. Apskritis di Panevėžys (Panevėžys)
16. Apskritis di Plungė (Plungė)
17. Apskritis di Raseiniai (Raseiniai)
18. Apskritis di Rokiškis (Rokiškis)
19. Apskritis di Seiniai (Seinai, temporanea: Lazdijai) - parte di questo apskritis fu preso dalla Polonia come parte dell'apskritis di Suvalkai; la conquista incluse la capitale Seinai, pertanto la capitale temporanea fu Lazdijai
20. Apskritis di Suvalkai (Suvalkai) - questo apskritis era nella regione di Suvalkai, presa dalla Polonia e mai restituita alla Lituania
21. Apskritis di Šakiai (Šakiai)
22. Apskritis di Šiauliai (Šiauliai)
23. Apskritis di Šilutė (Šilutė) - questo apskritis era nella regione di Klaipėda, pertanto fu amministrato dalla Lituania dal 1929 al 1939
24. Apskritis di Švenčioniai (Švenčionys) - questo apskritis era nella regione di Vilnius, presa dalla Polonia; parte dell'apskritis di Švenčionių fu restituito alla Lituania nel 1939
25. Apskritis di Tauragė (Tauragė)
26. Apskritis di Telšiai (Telšiai)
27. Apskritis di Trakai (Trakai, temporaneamente fino al 1939: Kaišiadorys) - parte di questo apskritis fu conquistato dalla Polonia come parte della regione di Vilnius; vi furono aggiunti territori nel 1939; fino al 1939 la capitale Trakai fu in Polonia, pertanto la capitale temporanea fu Kaišiadorys.
28. Apskritis di Ukmergė (Ukmergė) - questo apskritis era nella regione di Vilnius, presa dalla Polonia
29. Apskritis di Utena (Utena)
30. Apskritis di Vilkaviškis (Vilkaviškis)
31. Apskritis di Vilnius (Vilnius) - questo apskritis della regione di Vilnius fu preso dalla Polonia e parte fu restituita alla Lituania nel 1939
32. Apskritis di Zarasai (Zarasai) - parte di questo apskritis fu conquistato dalla Polonia come parte della regione di Vilnius; vi furono aggiunti territori nel 1939; durante alcuni periodi fu chiamato apskritis di Ežerėnų con capitale Ežerėnai

## Dominio tedesco (1914-1918)
Le suddivisioni cambiarono rapidamente a causa dei cambiamenti che avvenivano in battaglia. Nel 1915 la maggior parte dei territori lituani (eccetto la Lituania minore e Palanga) divennero parte dell'Ober Ost. Nel luglio 1918 fu stabilita la provincia lituana, che consisteva di tre governi(Valdžios nuovada, plurale Valdžios nuovados):
- Kaunas (Kowno in tedesco)
- Lituania meridionale (Pietinė Lietuva in lituano; Litauen Sud in tedesco)
- Vilnius (Wilna in tedesco)

I governi erano suddivisi in apskritys.

## Nell'Impero russo (1795-1914)
Durante l'occupazione dell'Impero russo, all'inizio fu creato il Governatorato di Vil'na. Nel giro di due anni fu unito al Governatorato di Slonim per formare il Governatorato della Lituania. Nel 1801 fu diviso nel Governatorato di Lituania-Vil'na (che consisteva di 11 powiat) e nel Governatorato di Lituania-Grodno, pertanto in quel periodo non vi fu alcuna unità che rappresentò tutta la Lituania.
Nel 1843 avvenne un'altra riforma amministrativa. In modo non ufficiale furono creati tre governatorati: quello di Vilnius, quello di Kovno e quelli di Suvalki. Inoltre, alcune parti del Governatorato di Curlandia e di Grodno potevano essere considerati lituani. Ogni governatorato era diviso in contee.
- Kovno: 7 contee
- Suvalki: 6 contee
- Vilnius: 7 contee

A causa del numero simile di contee contenute, potrebbe sembrare che i tre governatorati fossero simili in grandezza. Questo non è vero, in quanto quello di Suvalki era il più piccolo e il suo territorio era circa un terzo di quello di Kovno e di quello di Vilnius; nel Governatorato di Suvalki le contee erano anche più piccole.

## Granducato di Lituania

### Inizi
Nei primi anni della formazione dello stato lituano, c'erano diverse terre, governate da duchi come la Terra di Nalšia, quella di Deltuva e di Lietuva.

### Medio Granducato
Il Granducato all'epoca consisteva di vari tipi di unità amministrative, come voivodati, ducati, volost e sritys. Alcune terre non erano attribuite a nessuna di queste entità. Tutte le unità amministrative godevano di un diverso livello di indipendenza, secondo la tradizione.

### Tardo Granducato
Nei suoi ultimi anni, il Granducato di Lituania fu diviso in otto voivodati (in lituano: vaivadijos). Prima dell'Unione di Lublino c'erano 13 voivodati (quattro voivodati meridionali e uno occidentale furono ceduti poi alla Polonia). Queste unità amministrative erano ulteriormente suddivise in pavietai.
Divisione (i voivodati erano chiamati come il capoluogo, a meno che non sia specificato diversamente):
- Voivodato di Brest - 2 powiat
- Voivodato di Mensk - 3 powiat
- Voivodato di Mścislaŭ - 1 powiat
- Voivodato di Navahrudak - 3 powiat
- Voivodato di Połock - 1 powiat
- Samogitia (capoluogo Raseiniai) - 1 powiat
- Voivodato di Trakai - 4 powiat
- Voivodato di Vilnius - 5 powiat
- Voivodato di Vicebsk - 2 powiat

Voivodati persi a favore del Regno di Polonia prima dell'Unione di Lublino:
- Voivodato di Kijów - 1 powiat
- Voivodato della Podlachia (capitale: Drohiczyn) - 3 powiat
- Voivodato di Podolia (capitale: Braclav) - 1 powiat
- Voivodato di Volinia (capitale: Luc'k) - 3 powiat
- Zaporižžja

Stato vassallo, acquisito dopo la Guerra di Livonia:
- Ducato di Curlandia (capitale: Mintauja, in lettone Jelgava)

Esisteva anche il Ducato di Livonia (poi conosciuto come Voivodato di Livonia, con capitale Daugavpils e in seguito come Livonia con capitale Riga): queste terre furono della Lituania e della Polonia a seguito dell'Unione di Lublino. Il Voivodato di Smoleńsk, il maggiore di tutti, fu anche governato dalla Lituania per alcuni anni, ma fu poi conquistato dalla Russia.